# 以利亞·貝萊
以利亞·貝萊（英語：Elijah Baley）是科普及科幻小說作家以撒·艾西莫夫筆下的虛構人物，是一名便裝刑警。由於幾次和人形機器人機·丹尼爾·奧利瓦搭檔查案而增加視野，最後成為地球第二波外星移民運動的發起者。是艾西莫夫的機器人系列中的重要人物，分別在機器人系列的長篇小說《鋼穴》、《裸陽》和《曙光中的機器人》以及短篇小說《鏡像》中擔任主角。

## 虛構傳記
以利亞·貝萊是35世紀的紐約市警局的便服刑警，和妻子耶洗別·貝萊育有一子班特萊。當時離上一波地球移民外星潮已過了約一千年，五十個移民星球組成了外環世界，又稱為太空族，和地球人處於不合的關係。而地球人則發展出與自然開放空間隔離的鋼殼城市形態，並產生了對開放空間的恐懼情節。也對太空族所使用的機器人抱持不信任的心態。
他在這種狀況下被要求和太空城的機器人機丹尼爾合作調查發生在太空城的兇殺案。查案過程中打破了地球人對機器人的厭惡感和丹尼爾成為知交好友，破解事件後他更獲得了奧羅拉星球的機器人學者及政治家法斯托夫博士的青睞。
幾個月後，因為一架奧羅拉太空船上的兩名數學家互相指控對方竊取了自己的學術發現，丹尼爾建議船長找貝萊幫忙解謎，於是由丹尼爾前往地球去拜訪貝萊尋求建議。
因為一起發生在索拉利星球的兇殺案而再度和丹尼爾合作調查，並在索拉利認識了死者的妻子嘉蒂雅。而他這次在索拉利的任務也被改編成超波劇，使得他成為了外環世界最有名的地球人。而由於他在索拉利的遭遇增加了他克服了開放空間的恐懼以及增加了他對往外星移民的渴望，最後他在地球發起了移民計畫活動，其子班特萊成為了活動領導者之一。
三年後，因為法斯托夫博士被指控毀壞一台人形機器人而被他請去奧羅拉星球，並再度遇到嘉蒂雅，兩人之間產生了特殊的感情，但礙於貝萊的已婚以及兩人分別身為地球人和太空族的差異過大，因此無法繼續發展。在這次任務後他成功的幫助了法斯托夫博士獲得奧羅拉政治的主導權，並使得地球的移民計畫得以順利推動。而他也認識了擁有心靈探測能力的機器人吉斯卡。
79歲時，在以他命名的「貝萊世界」向來拜訪他的丹尼爾告別並等他離開後離世。爾後他被貝萊世界以及其他由第二波移民潮形成的移民世界們視為傳奇人物尊崇著。此外他也留下了家訓要求他的後代子孫每代都要有男孩取名為丹尼爾和吉斯卡以紀念這兩位與他有密切相關的機器人友人。

## 人物特質
多年擔任刑警的經驗使以利亞·貝萊培養出精明的推理能力，而這正好是刑事事件已經絕跡的外環世界所缺少的。
由於他從小生長於地球的封閉性城市中，因此使他跟其他地球人一樣產生了開放性空間恐懼症，然而因為他在太空城謀殺案事件中的見聞，以及在索拉利星球的遭遇，使他決心克服這項弱點，最後得以在開放空間行動，只是偶爾會產生一點不適感。而這份勇於挑戰的精神使他成為了地球移民外星計畫的推動者。
他對機器人搭檔丹尼爾有很高的好感，兩人間的友誼讓他排除了地球人普遍有的對機器人的厭惡感，只是這點並未跟著他推動的移民計畫時一起打入其他地球人心中，最後地球人以及移民世界都不再使用機器人。

## 登場作品年表
- 《鋼穴》（The Caves of Steel），1954年
- 《鏡像》（Mirror Image），1972年發表於《惊骇科幻小说》期刊上，並收錄於多本艾西莫夫作品合集中
- 《裸陽》（The Naked Sun），1957年
- 《曙光中的機器人》（The Robots of Dawn），1983年
- 《機器人與帝國》（Robots and Empire），1985年 (事件發生時已經死亡多年，在嘉蒂雅、丹尼爾和吉斯卡的回憶場景中登場)

## 其他媒體
- 1964年英國電視台改編《鋼穴》為電視短劇（Story Parade系列），由彼得·庫欣飾演以利亞·貝萊。 [1]
- 1969年英國電視台改編《裸陽》為電視短劇（Out of the Unknown系列），由保羅·馬克斯威爾飾演。 [2]
- 1988年柯達推出的VCR遊戲《以撒·艾西莫夫的機器人們》中由史蒂芬·路易配音。
- 1989年BBC Radio 4改編《鋼穴》為廣播劇，由愛德·比許飾演。